# Johann Schnittker
Johann Schnittker (* 18. Juni 1895; † 13. November 1975) war ein deutscher Politiker (Bremer Demokratische Volkspartei (BDV), FDP) und Mitglied der Bremischen Bürgerschaft.

## Biografie
Schnittker war als selbstständiger Konditormeister in Bremen tätig.
Er war Mitglied der BDV und ab Januar 1951 in der FDP Bremen. Von 1947 bis 1951 war er Mitglied der 2. Bremischen Bürgerschaft und Mitglied verschiedener Deputationen.